# Thorectidae
Thorectidae is een familie van sponsdieren uit de klasse van de Demospongiae (gewone sponzen). 

## Onderfamilies
- Phyllospongiinae Keller, 1889
- Thorectinae Bergquist, 1978